# SG Wattenscheid 09
Sportgemeinschaft 09 Wattenscheid é uma agremiação esportiva alemã, fundada a 18 de setembro de 1909. Está sediada em Wattenscheid, cidade que atualmente faz parte de Bochum, na Renânia do Norte-Vestfália.

## História
Em 1909, o clube foi criado como Ballspiel-Verein Wattenscheid, nascido da união entre BV Sodalität der Wattenscheid e BV Teutonia Wattenscheid e jogou nas divisões locais antes de militar por uma temporada na Gauliga Westfalen, na temporada de 1945.
Em 1958, adentrou à Verbandsliga Westfalen (III) e a vitória no grupo de 1969 lhe permitiu o ingresso na Fußball-Regionalliga West (II). Embora tenha conquistado o campeonato de 1974, por conta da reforma do futebol alemão, não pôde avançar para a Fußball-Bundesliga mas participou da série então criada, a Zweite Bundesliga, na chave norte. Até o fim dos anos 1980, terminou os certames quase sempre na zona de rebaixamento. Em 1981, ficou em décimo lugar, evitando assim o descenso. Quando foi reformada a segunda divisão em apenas um grupo único, o clube quase caiu à segunda divisão, mas a queda foi evitada por conta da licença profissional do Munique 1860, que o levou à terceira divisão.
Em 1990, graças ao segundo lugar conquistado na Zweite Bundesliga, foi promovida para a elite do futebol alemão, permanecendo até a temporada de 1993-1994. O melhor resultado conseguido pelo Wattenscheid foi um décimo-primeiro lugar obtido na temporada 1990-1991, justamente quando fazia a sua estréia. No que tange às partidas, as melhores vitórias ocorreram contra o VfL Bochum, em 1992, por 2 a 0, além de duas vitórias contra o Bayern de Munique, em 1991, por 3 a 2, e, em 1993, por 2 a 0. Após cair para a segunda divisão, o clube militou por cinco temporadas, até cair para a Regionalliga, em 1999, e para a Oberliga (IV), em 2004. No ano sucessivo, a equipe foi promovida à Regionalliga, mas dois rebaixamentos consecutivos a levaram, em 2007, para a Verbandsliga Westfalen (V).

## Títulos
- Campeão da Regionalliga West (II): 1974;
- Campeão da Amateurliga Westfalen (III): 1969;
- Campeão da Regionalliga West/Südwest (III): 1997;
- Campeão da Westfalenpokal (Westphalia Cup): 1996;
- Vice-campeão da 2. Fußball-Bundesliga: 1990;
- Campeão da Oberliga Westfalen (IV): 2005;
- Campeão da Verbandsliga Westfalen (V): 2008;
- Campeão alemão Sub-17: 1982;
- Campeão da Westfalenliga (VI): 2012;

## Jogadores célebres
- Carlos Babington
- Michael Preetz
- Michael Skibbe
- Halil Altıntop
- Hamit Altıntop
- Yıldıray Baştürk
- ǅoni Vilson
- Thorsten Fink

## Cronologia
| Temporada | Liga                       | Lugar |
| --------- | -------------------------- | ----- |
| 1944/45   | Gauliga Westfalen          | 3ª    |
| 1945/46   | Landesliga Westfalen       | 8ª    |
| 1948/49   | Landesliga Westfalen       | 10ª   |
| 1949/50   | 2. Oberliga West-Grupo 1   | 13ª   |
| 1950/51   | 2. Oberliga West-Grupo 1   | 10ª   |
| 1951/52   | 2. Oberliga West-Grupo 1   | 7ª    |
| 1952/53   | 2. Oberliga West           | 5ª    |
| 1953/54   | 2. Oberliga West           | 3ª    |
| 1954/55   | 2. Oberliga West           | 6ª    |
| 1955/56   | 2. Oberliga West           | 7ª    |
| 1956/57   | 2. Oberliga West           | 12ª   |
| 1957/58   | 2. Oberliga West           | 15ª ↓ |
| 1958/59   | Verbandsliga Westfalen II  | 11ª   |
| 1959/60   | Verbandsliga Westfalen II  | 3ª    |
| 1960/61   | Verbandsliga Westfalen II  | 3ª    |
| 1961/62   | Verbandsliga Westfalen II  | 12ª   |
| 1962/63   | Verbandsliga Westfalen II  | 12ª   |
| 1963/64   | Verbandsliga Westfalen II  | 12ª   |
| 1964/65   | Verbandsliga Westfalen II  | 14ª   |
| 1965/66   | Verbandsliga Westfalen II  | 4ª    |
| 1966/67   | Verbandsliga Westfalen II  | 4ª    |
| 1967/68   | Verbandsliga Westfalen II  | 3ª    |
| 1968/69   | Verbandsliga Westfalen II  | 1ª ↑  |
| 1969/70   | Regionalliga West          | 8ª    |
| 1970/71   | Regionalliga West          | 13ª   |
| 1971/72   | Regionalliga West          | 12ª   |
| 1972/73   | Regionalliga West          | 5ª    |
| 1973/74   | Regionalliga West          | 1ª ↑  |
| 1974/75   | 2. Fußball-Bundesliga Nord | 7ª    |
| 1975/76   | 2. Fußball-Bundesliga Nord | 8ª    |
| 1976/77   | 2. Fußball-Bundesliga Nord | 15ª   |
| 1977/78   | 2. Fußball-Bundesliga Nord | 6ª    |
| 1978/79   | 2. Fußball-Bundesliga Nord | 10ª   |
| 1979/80   | 2. Fußball-Bundesliga Nord | 5ª    |
| 1980/81   | 2. Fußball-Bundesliga Nord | 10ª   |
| 1981/82   | 2. Fußball-Bundesliga      | 17ª   |
| 1982/83   | 2. Fußball-Bundesliga      | 15ª   |
| 1983/84   | 2. Fußball-Bundesliga      | 15ª   |
| 1984/85   | 2. Fußball-Bundesliga      | 10ª   |
| 1985/86   | 2. Fußball-Bundesliga      | 9ª    |
| 1986/87   | 2. Fußball-Bundesliga      | 11ª   |
| 1987/88   | 2. Fußball-Bundesliga      | 4ª    |
| 1988/89   | 2. Fußball-Bundesliga      | 6ª    |
| 1989/90   | 2. Fußball-Bundesliga      | 2ª ↑  |
| 1990/91   | Fußball-Bundesliga         | 11ª   |
| 1991/92   | Fußball-Bundesliga         | 16ª   |
| 1992/93   | Fußball-Bundesliga         | 14ª   |
| 1993/94   | Fußball-Bundesliga         | 17ª ↓ |
| 1994/95   | 2. Fußball-Bundesliga      | 10ª   |
| 1995/96   | 2. Fußball-Bundesliga      | 18ª ↓ |
| 1996/97   | Regionalliga West/Südwest  | 1ª ↑  |
| 1997/98   | 2. Fußball-Bundesliga      | 14ª   |
| 1998/99   | 2. Fußball-Bundesliga      | 17ª ↓ |
| 1999/2000 | Regionalliga West/Südwest  | 4ª    |
| 2000/01   | Regionalliga Nord          | 11ª   |
| 2001/02   | Regionalliga Nord          | 4ª    |
| 2002/03   | Regionalliga Nord          | 4ª    |
| 2003/04   | Regionalliga Nord          | 15ª ↓ |
| 2004/05   | Oberliga Westfalen         | 1ª ↑  |
| 2005/06   | Regionalliga Nord          | 16ª ↓ |
| 2006/07   | Oberliga Westfalen         | 16ª ↓ |
| 2007/08   | Verbandsliga Westfalen II  | 1ª ↑  |
| 2008/09   | NRW-Liga                   | 12ª   |
| 2009/10   | NRW-Liga                   | 18ª ↓ |
| 2010/11   | Verbandsliga Westfalen II  | 6ª    |
| 2011/12   | Verbandsliga Westfalen II  | 1ª ↑  |
| 2012/13   | Oberliga Westfalen         | ª     |